# Tikhiy Don
Die Tikhiy Don (russisch Тихий Дон, dt. „Der stille Don“) ist ein Flusskreuzfahrtschiff, das im Jahre 1977 in der DDR auf den VEB Elbewerften Boizenburg/Roßlau gebaut wurde und zur Vladimir-Ilyich-Klasse, deutsche Bezeichnung - BiFa 125М  (Binnenfahrgastschiff 125 Meter) - gehört. Bau-Nummer: 330. Das Schiff wurde nach dem Roman des sowjetischen Schriftstellers Michail Scholochow – Der stille Don benannt.

## Geschichte
Nach dem Zerfall der Sowjetunion diente die Tikhiy Don von 1992 bis 2001 als Hotelschiff in Saßnitz (nach dem 2. Februar 1993 Sassnitz), bevor sie von einer US-Reederei aufgekauft und 2005 in Rumänien modernisiert und umgebaut wurde. Das 4-Sterne-Schwimmhotel war das größte‚ das neueste und, was den Antrieb betrifft, das leiseste Flusskreuzfahrtschiff in Samara. 2005–2016  und wurde Tikhiy Don von Grand Circle Cruise Line (USA) auf der Wolga, Wolga-Balt und Newa auf der Kreuzfahrtstrecke Sankt Petersburg - Mandrogi - Kischi - Gorizy - Uglitsch - Moskau eingesetzt. Seit 2016 ist der Heimathafen Rostow am Don. Seit 2016 fährt das Schiff unter dem Namen Aleksander Borodin für Phoenix Reisen auf der Wolga und ihren Nebenflüssen.

## Ausstattung
Die 110 Kabinen der Halb-de-Luxe-Klasse sind mit Dusche, WC, Kühlschrank und Sat-TV ausgestattet.
An Bord sind ein Restaurant, zwei Bars und ein Veranstaltungsraum.